# زندگی شخصی پیپا لی
زندگی شخصی پیپا لی (انگلیسی: The Private Lives of Pippa Lee) فیلمی در ژانر رمانتیک و درام به کارگردانی ربکا میلر است که در سال ۲۰۰۹ منتشر شد.

## بازیگران
- رابین رایت
- کیانو ریوز
- مونیکا بلوچی
- وینونا رایدر
- آلن آرکین
- ماریا بلو
- جولیان مور
- بلیک لایولی
- رابین ویگرت
- زویی کازان
- مایک بایندر
- شرلی نایت
- تیم گونی